# 대학 축제

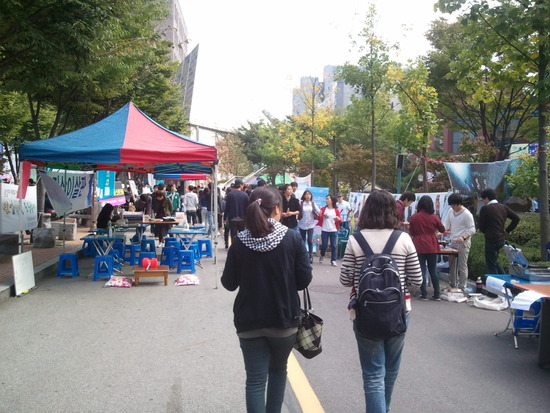
숭실대학교의 축제 (2010년)

대학 축제는 대학의 문화 중 하나로, 대학에서 열리는 축제이다.

## 한국의 대학 축제

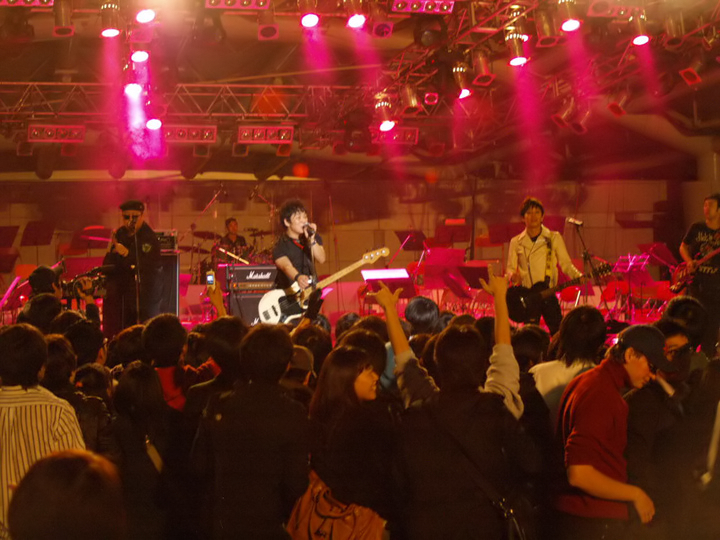
한국 대학 축제의 연예인 초청 공연은 논란의 대상이다.

대동제 라는 이름을 사용하기 시작한것은 고려대학교에서 시작이 되었으며, 대동제 (帶同祭)  라는 의미는 직역을 하면, 어떤 사람이 다른 사람을 함께 데리고 가는 것 + 추모하는 제(祭)를 지내는 의미가 함축되어 있다. 대한민국의  민주화를 위한 대학생들이 독재정권 항쟁 과정에서 죽임을 당한 학생들을 추모하면서, 살아 있는 학생들의 참여 의식을 고취하기 위한 것이었다.  이전에는‘석탑’이라는 이름은 당시 고려대 교수로 재직 중이던 조지훈이 지었으며, 고려대의 석탑축전이 ‘대동제’라는 이름으로 불리기 시작한 것은 1984년의 일이다. 사회 비판적인 행사를 통해 학생들의 참여의식을 고취하였으며, 당시 독재정권에 의해 의문의 죽음을 당한 학생들을 추모하는 합동위령굿 등을 지내면서, 동국대, 서울대등 서울 지역의 대학을 시작으로 하여 3년 후인 1987년에는 전국 대부분의 대학에서 ‘대동제’라는 이름으로 축제를 열 정도로 ‘대동제’라는 이름은 대학가 전역에 널리 퍼져나갔다.
한국의 대학 축제는 대학에 따라 고유의 명칭을 붙이며, 다함께 크게 어울려 화합한다는 뜻의 대동제(大同祭)라는 명칭을 쓰는 대학이 많다. 각종 공연이나 전시, 체험 행사 등 다양한 부대 행사로 구성된다. 연예인을 초청해 공연하는 경우도 많은데, 이에 대해서는 찬반의 양론이 있다.

## 세계의 대학 축제

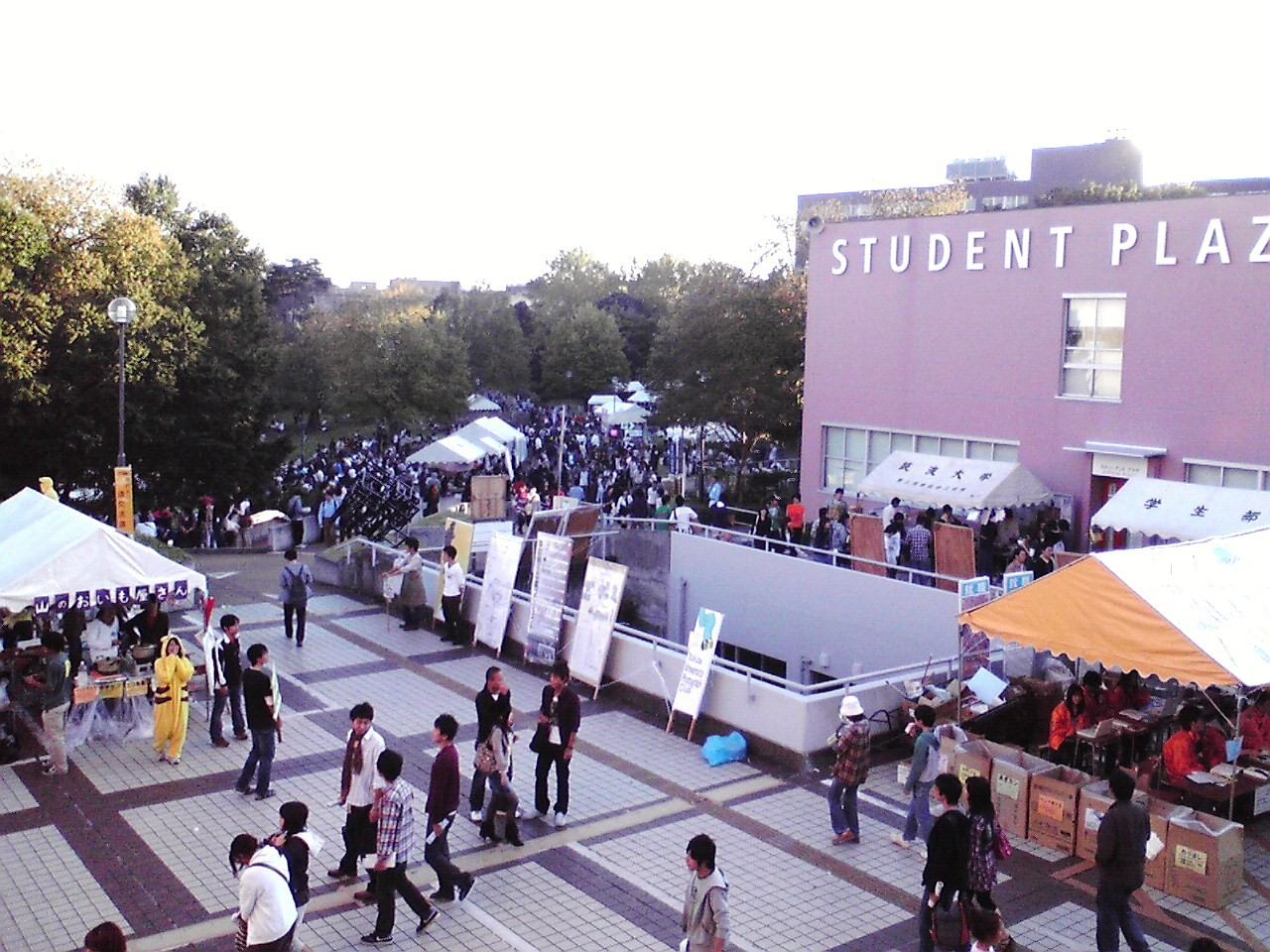
일본 쓰쿠바 대학 축제 (2009)

- 독일의 대학 축제는 개인주의적 사고방식의 영향으로 대학 전체적으로 벌어지는 대규모 행사는 거의 없으나 친목 단위의 소규모 축제가 빈번하게 벌어진다. 그렇다고 완전히 없지는 않고 몇몇 독일 대학교에서는 조금 큰 단위로 축제를 한다. 하지만 한국처럼 2~3일이 아닌 하루 단위로 행사를 끝낸다.[5]
- 일본의 대학 축제에서는 미인대회가 열리는 경우도 많은데, 이에 대해 일본 내에서 찬반 여론이 있다.[6]

## 같이 보기
- 학교 행사
- 연고전 (혹은 고연전) : 한국의 연세대학교와 고려대학교가 함께 여는 행사.
- 일본의 학교 축제